# Chapter Three: Make the Unsafe Choice
"Chapter Three: Make the Unsafe Choice" es el tercer episodio de la primera temporada de la serie de televisión de comedia negra criminal Barry. El episodio fue escrito Duffy Boudreau y dirigido por el cocreador y protagonista Bill Hader. Se transmitió por primera vez en HBO en Estados Unidos el 8 de abril de 2018.
La serie sigue a Barry Berkman, un sicario de Cleveland que viaja a Los Ángeles para matar a alguien, pero se une a una clase de actuación impartida por Gene Cousineau, donde conoce a la aspirante a actriz Sally Reed y comienza a cuestionar su camino en la vida mientras lidia con su asociados criminales como Monroe Fuches y NoHo Hank. En este episodio, Barry recibe instrucciones de matar a un objetivo de Pazar, pero se ve obligado a retrasar la acción por orden de Hank. Su clase también es objeto de una investigación policial, ya que las autoridades encontraron una conexión entre Ryan y la clase. Sally tiene una audición, pero conocer a una antigua amiga la derrumba.
De acuerdo con Nielsen Media Research, el episodio fue visto por aproximadamente 0,595 millones de espectadores domésticos y obtuvo una participación de rating de 0,2 entre los adultos de 18 a 49 años. El episodio recibió críticas positivas de los críticos, quienes elogiaron las actuaciones, el humor negro y el desarrollo de los personajes.

## Trama
Barry (Bill Hader) está vigilando la casa de su nuevo objetivo, un mafioso boliviano llamado Paco, dispuesto a matarlo a distancia. Sin embargo, Hank (Anthony Carrigan) lo llama para retrasar el asesinato, ya que quiere enviar una bala a los bolivianos por correo justo cuando les informan de la muerte de Paco. A pesar de arriesgar su tapadera, Barry se ve obligado a obedecer ya que Fuches (Stephen Root) sigue retenido.
Mientras trabaja como princesa de fiesta, Sally (Sarah Goldberg) es informada por su agente que hay una audición para una adaptación televisiva de We Bought a Zoo, donde Sally podría interpretar a una extra. Pazar (Glenn Fleshler) le informa a Hank que conseguirán un nuevo asesino, Stovka, y están emocionados dado su historial. Stovka (Larry Hankin), un anciano que apenas se mueve, llega para hacer guardia en el garaje donde está retenido Fuches. Pazar le ordena a Stovka que mate a Barry y Fuches cuando Barry regrese, lo que hace que Fuches entre en pánico, quien escuchó la conversación.
La detective Moss (Paula Newsome) es informada por su compañero, el detective Loach (John Pirruccello) que Ryan Madison tuvo una aventura con la esposa de Pazar, lo que lo vincula con el asesinato, pero aún cuestionan quién mató a los chechenos en la escena del crimen. Deducen que debido a que Ryan no estaba familiarizado con la ciudad, debió haber estado con un miembro de su clase de actuación. Deciden ir a la clase e interrogar a Gene (Henry Winkler) y sus alumnos. Mientras tanto, un Fuches desesperado intenta convencer a Stovka de que no lo mate y Stovka revela su infelicidad después de que su esposa y su hijo lo abandonaran. Stovka luego se suicida con el arma, sorprendiendo a Fuches y Pazar.
Los detectives interrogan a todos los estudiantes por separado para encontrar su conexión con Ryan. Durante el interrogatorio, Gene aprovecha la oportunidad para coquetear con Moss, quien no parece interesado en él. Sally le pide a Barry que la ayude a llegar a su audición y él acepta, a pesar de saber que la llegada de la bala podría interferir con esto. En su audición, Sally descubre que una antigua amiga, Liv (Kat Foster), también está audicionando. Anteriormente trabajaron en una serie fallida llamada Bonnie and the Boston Bombers. Sally se queda sin palabras cuando Liv revela que ella es la protagonista de la serie y fue quien abogó por su audición. Durante su audición, Sally está tan devastada por la noticia que se derrumba. Fuches cena con Pazar, donde ambos parecen unirse por sus posibles acciones contra la mafia boliviana. Fuches sugiere que Pazar podría atraer a Cristóbal Sifuentes, el líder de los bolivianos, a Los Ángeles tomando una de sus casas y luego podría matarlo, lo que parece intrigar a Pazar.
Finalmente se entrega la bala y Hank le dice a Barry que finalmente vaya y mate a Paco. Sin embargo, Sally abandona su audición devastada. Quiere estar con Barry para sentirse cómoda, pero Barry le dice que tiene que irse. Esa noche, lucha por matar a Paco desde la distancia mientras Sally sigue llamándolo. Finalmente, Barry le dice que irá a estar con ella y decide matar a Paco en su casa. Paco intenta huir, pero Barry lo ataca afuera y luego lo estrangula hasta matarlo. Él llega a su casa, donde ella se pregunta cuál será su futuro como actriz y luego se besan. Luego, Barry imagina una vida en la que él y Sally compran juntos, antes de pasar al presente, donde ambos tuvieron relaciones sexuales. Recuerda las últimas palabras de Paco y le pregunta a Sally qué significa. Ella dice "no tienes que hacer esto".

## Producción

### Desarrollo
En febrero de 2018, el título del episodio se reveló como "Chapter Three: Make the Unsafe Choice" y se anunció que Duffy Boudreau había escrito el episodio mientras que el creador de la serie y protagonista Bill Hader lo había dirigido. Este fue el primer crédito de escritura de Boudreau y el tercer crédito de dirección de Hader.

## Recepción

### Espectadores
El episodio fue visto por 0,595 millones de espectadores, obteniendo un 0,2 en la clasificación demográfica de 18 a 49 años en la escala de clasificación de Nielson. Esto significa que el 0,2 por ciento de todos los hogares con televisores vieron el episodio.Esto fue una disminución del 8% con respecto al episodio anterior, que fue visto por 0,641 millones de espectadores con un 0,2 en el grupo demográfico de 18 a 49 años.

### Reseñas críticas
"Chapter Three: Make the Unsafe Choice" recibió críticas positivas. Vikram Murthi de The AV Club le dio al episodio una "B+" y escribió: "Barry tiende a centrarse en dos tipos de personas: los que quieren ser los mejores y los que son los mejores y se sienten miserables por ello". 'Chapter Three: Make The Unsafe Choice', escrita por Duffy Boudreau, sigue a tres personajes que encajan en alguna parte en esas dos categorías. Primero, Sally Reed, una ambiciosa aspirante a actriz que está convencida de que una determinación implacable superará cualquier obstáculo en su camino para convertirse en una estrella de cine. En segundo lugar, Stovka, el mejor asesino de toda Chechenia, se volvió depresivo inconsolable después de una larga vida plagada de muerte. Finalmente, está Barry, otro asesino de clase mundial que sabe que no es demasiado tarde para girar hacia algo más significativo y menos destructivo".
Nick Harley de Den of Geek le dio al episodio una calificación de 4 estrellas sobre 5 y escribió: "Este fue otro episodio muy bien elaborado y ajustado. Fue genial ver el programa extenderse, desviando un poco más la atención de Barry y explorar algunos de los otros personajes". Charles Bramesco de Vulture le dio al episodio una calificación de 3 estrellas sobre 5 y escribió: "La trama B del episodio presenta un contraste para Barry en el antiguo asesino checheno Stovka, una advertencia del desgarrador futuro que le espera. Toda una vida de causar dolor ha dejado a Stovka como un caparazón de sí mismo, sin ver otra cura para su propia culpa que el suicidio. Las escenas entre Fuches y Stovka alcanzan un nivel enrarecido de humor negro, pero también son los pasajes más oscuros que el programa ha producido hasta ahora. Incluso a largo plazo, para Barry lo que está en juego es vida o muerte. No puede seguir ganándose la vida matando, será su fin; la única pregunta es quién empuñará el arma.

### Reconocimientos
TVLine nombró a Sarah Goldberg con una mención de honor como "Artista de la semana" durante la semana del 14 de abril de 2018, por su actuación en el episodio. El sitio escribió: "Sally estaba encantada de conseguir una audición para un próximo piloto, pero su rostro se desmoronó cuando se enteró de que una desagradable ex coprotagonista suya ya había sido elegido como protagonista y solo la trajo como un favor. La optimista Sally estaba desconsolada y Goldberg estaba devastadoramente vulnerable cuando Sally fingió felicitar a su enemiga antes de arruinar por completo la audición más grande de su vida. En realidad, se necesita una gran actuación para interpretar a un mal actor, y Goldberg estuvo muy mal esta semana.